# Kathie e l'ippopotamo
Kathie e l'ippopotamo (titolo originale spagnolo Kathie y el hipopótamo, 1983) è una commedia in due atti del drammaturgo peruviano Mario Vargas Llosa (Premio Nobel per la letteratura del 2010). L'opera è autobiografica, in quanto Vargas era negro a Parigi per una commessa viaggiante.
La prima si è svolta il 26 aprile 1983, presso il Teatro Ana Julia Rojas a Caracas, durante il Festival Internazionale del Teatro del Venezuela.

## Trama
L'azione si svolge nella soffitta di una casa di Lima, in Perù, dove Kathie, una donna di elevata classe sociale, desidera trasporre in un libro il suo viaggio compiuto in diverse parti dell'Asia e dell'Africa. Ingaggia a questo scopo un professore universitario di nome Santiago Zavala, che deve scrivere il libro sulla base delle informazioni che ha precedentemente registrato su nastro.
Durante il lavoro, la redazione del libro si alterna al dialogo tra i due personaggi sui passaggi della narrazione.
In questo gioco, Mario Vargas Llosa riflette su come e perché le storie nascano e come il cervello umano usi l'immaginazione per creare o completare storie che non sono mai accadute nella vita reale.

## Edizione italiana
- Kathie e l'ippopotamo, traduzione di Laura Gonsalez, Firenze, La Casa Usher, 1987,  p. 69.